# Wladimir Swertschkoff

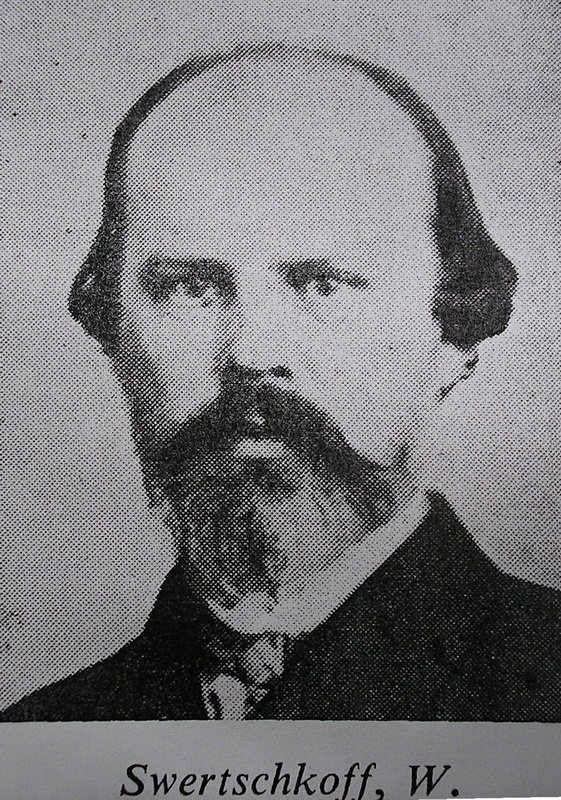
Wladimir Swertschkoff omkring 1870.

Wladimir Swertschkoff (Vladimir Dmitrijevitj Svertsjkov, ryska Владимир Дмитриевич Сверчков), född den 4 september 1821 i Lovisa i Finland, död den 14 juli 1888 i Florens, var en rysk-finsk målare.
Fadern var rysk general, modern finska. Bestämd för krigareyrket, tjänade han någon tid som officer, men tog avsked 1842 och inträdde som elev i konstakademien i Sankt Petersburg. Han studerade i Rom 1844-1846 och vistades med sin vän J. C. Boklund i München 1847-1848. På sistnämnda plats råkade han för Nikolaj I av Ryssland skull i en duell, vilken förskaffade honom ynnest både hos denne kejsare och hos Alexander II av Ryssland. Under Krimkriget uppehöll Swertschkoff sig i Finland och målade flera krigsbilder (i kejserliga palatset i Helsingfors).
År 1856 fick han ryska konstakademiens stora guldmedalj, varmed följde ett sexårigt resestipendium. Han reste till München, och Paris, där han inträdde på Coutures ateljéer. 1862 bosatte han sig i Schleissheim, invid München, och grundlade där 1867 en glasmålningsanstalt, vars arbeten vunnit stort erkännande och spritts vida omkring. Bland åtskilliga i Åbo domkyrka befintliga, av honom utförda praktfulla glasmålningar har tvenne historiskt motiv: Karin Månsdotter visande från sig kungakronan och Gustav II Adolf vid Evert Horns bår. År 1873 flyttade Swertschkoff till Florens, där han utövade konstnärlig verksamhet (stilleben och blomstermålning). Han erhöll 1876 silvermedalj vid utställningen i Helsingfors och invaldes 1880 till hedersledamot i bayerska konstindustriföreningen.

## Verk

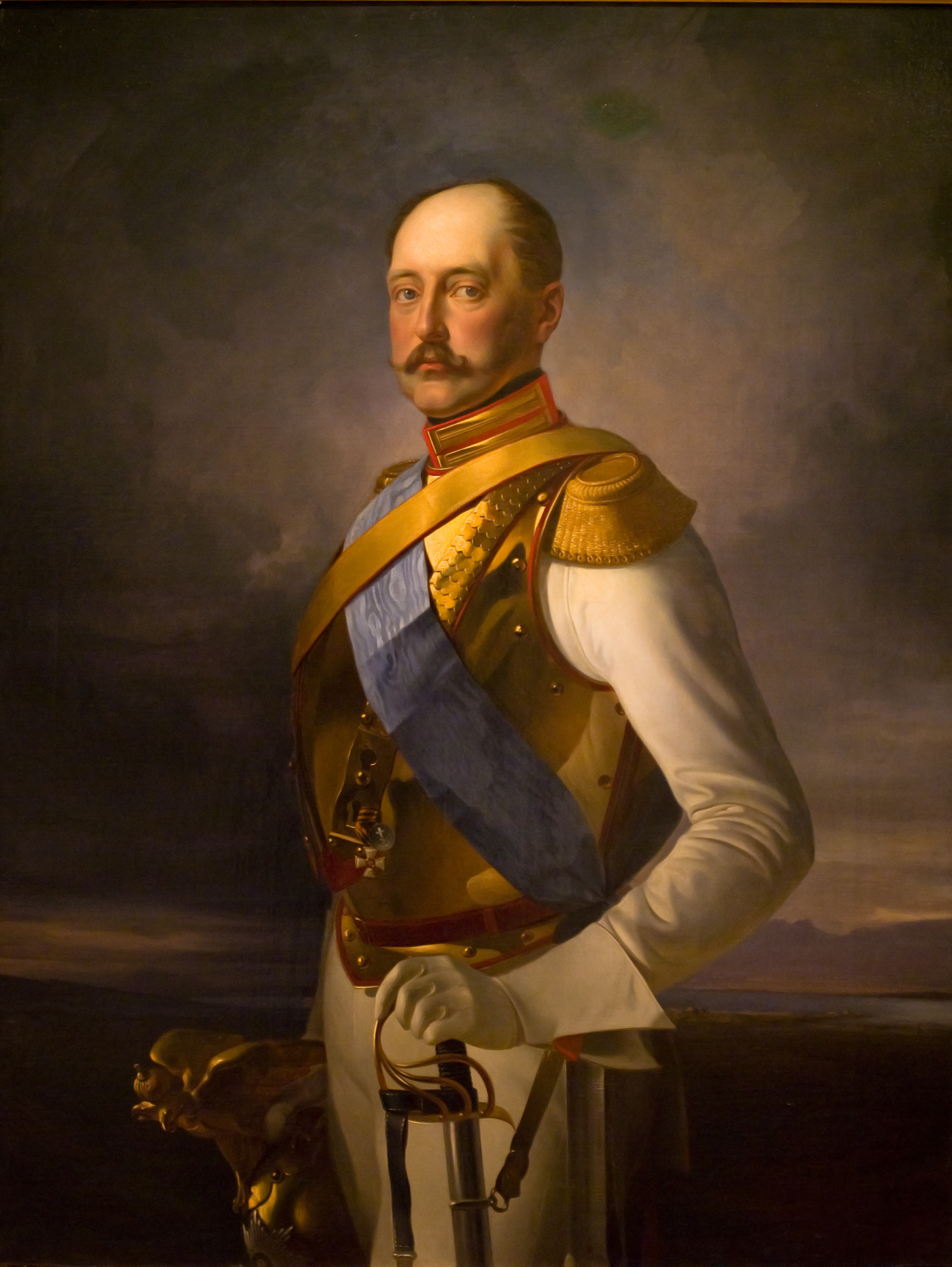
Porträtt av Nikolaj I (1856)
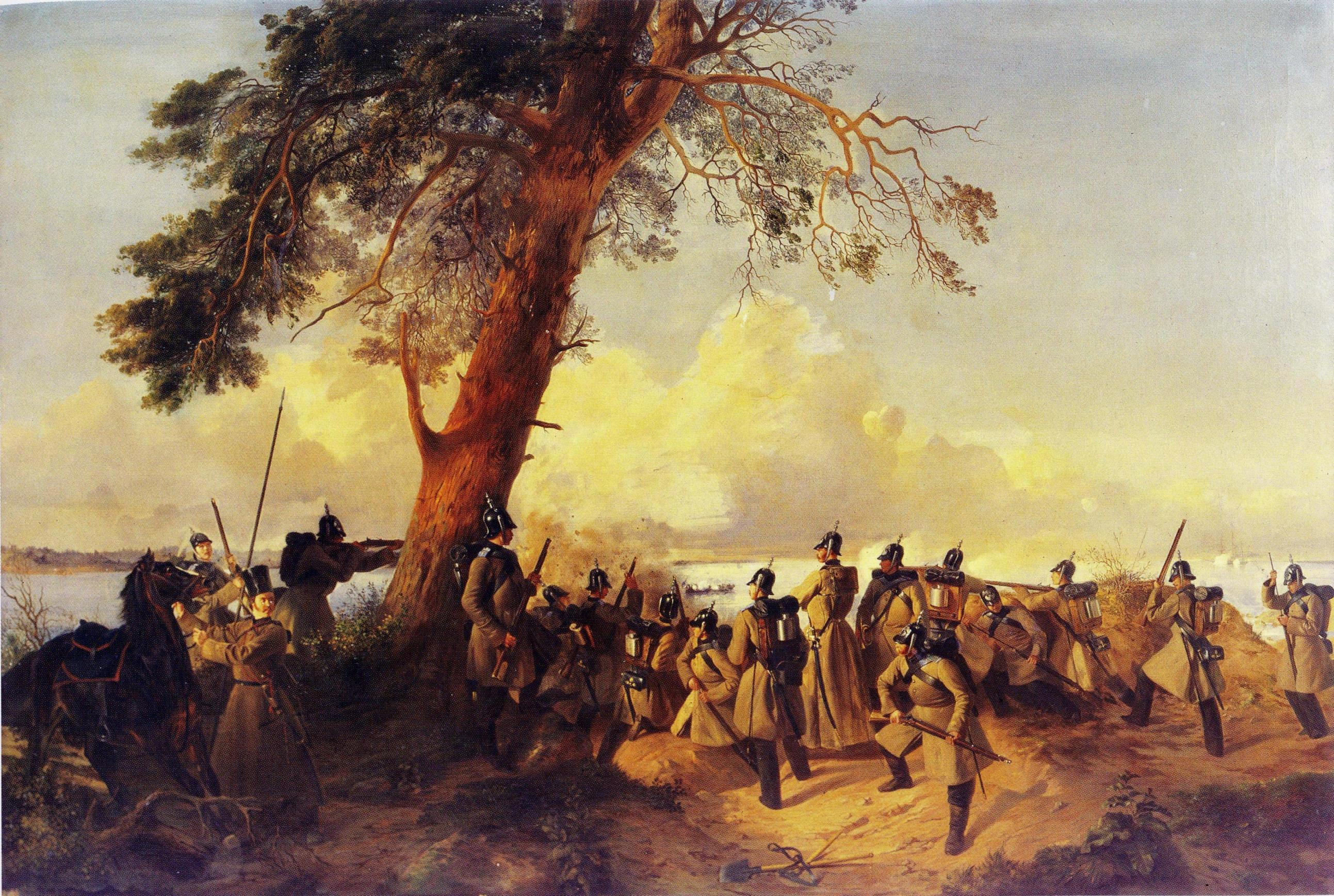
Finska grenadierskarpskyttar vid Hvitsand (1850-talets mitt)
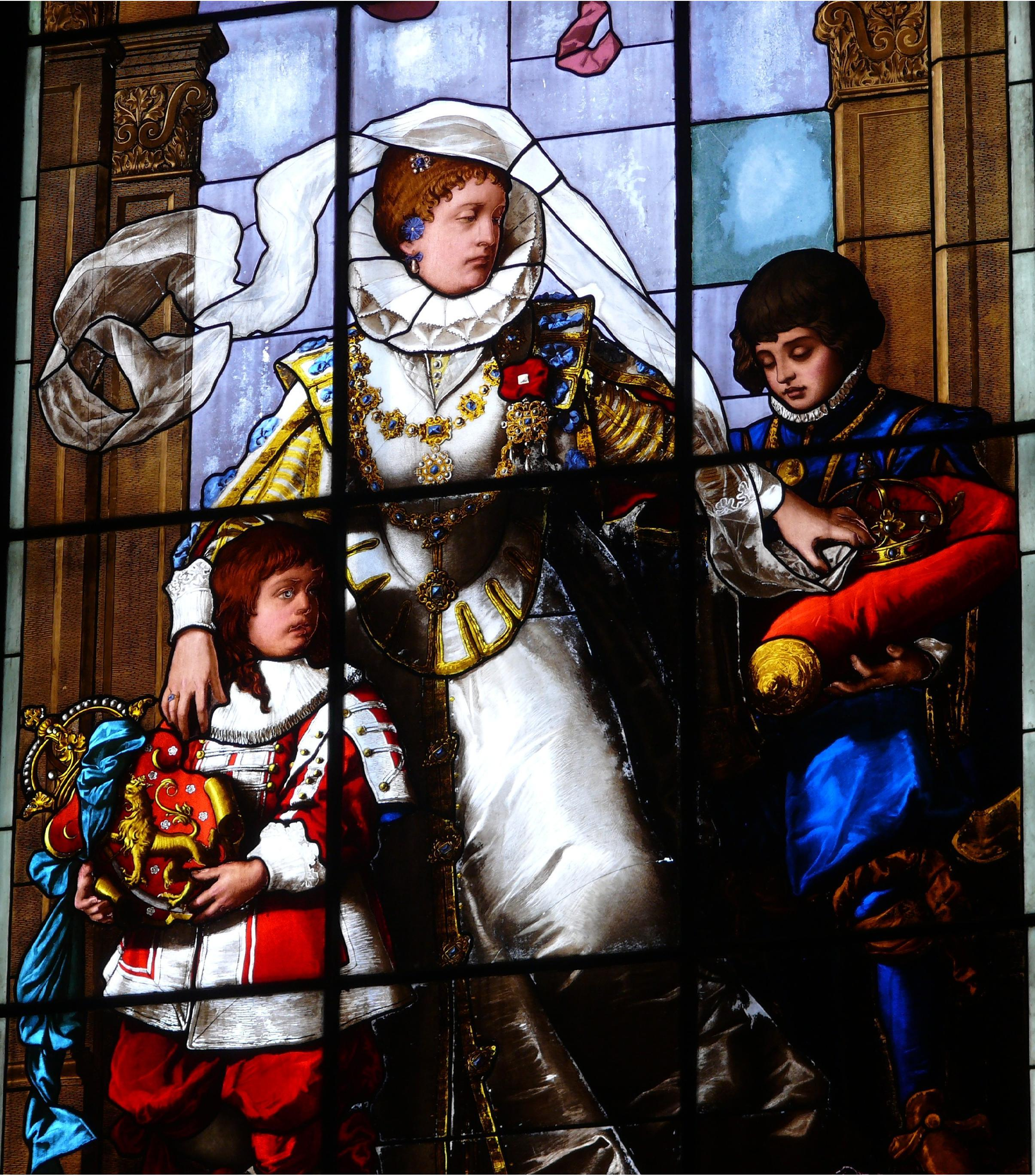
Karin Månsdotter visande från sig kungakronan (omkring 1875)
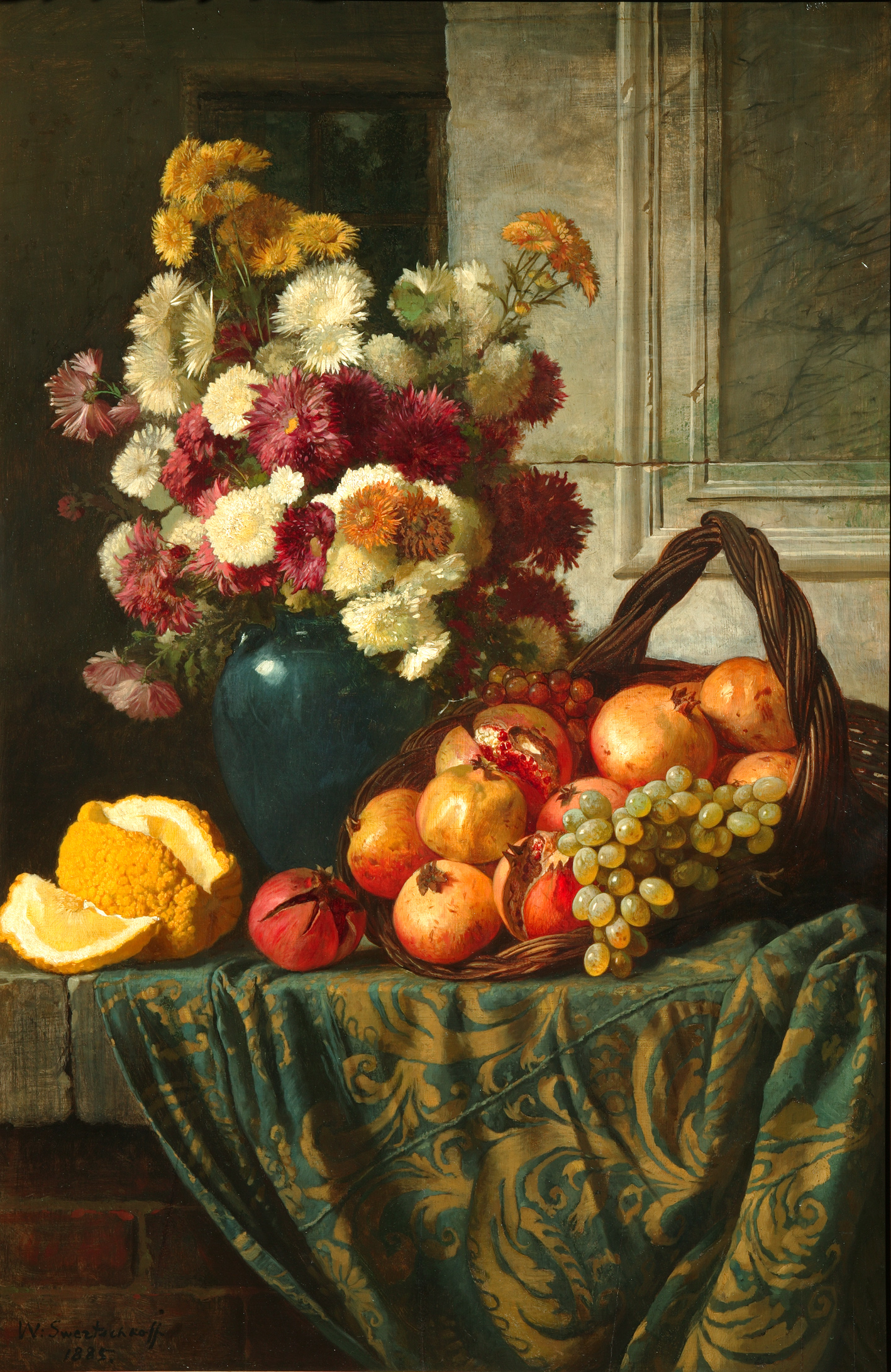
Blommor och frukt (1885)